# Récession de 1953
 (septembre 2020).
Si vous disposez d'ouvrages ou d'articles de référence ou si vous connaissez des sites web de qualité traitant du thème abordé ici, merci de compléter l'article en donnant les références utiles à sa vérifiabilité et en les liant à la section « Notes et références ».
Aux États-Unis, la récession de 1953 a commencé au deuxième trimestre de 1953 et a duré jusqu'au premier trimestre de 1954. La récession a coûté au total environ 56 milliards de dollars. Elle a été décrite par James L. Sundquist, membre du Bureau du budget et rédacteur du discours du président Harry S. Truman, comme "relativement douce et brève".

## Précédant la récession
La récession de 1953 à 1954 a été provoquée par une combinaison d'événements survenus au début des années 1950. En 1951, il y a eu une période inflationniste après la guerre de Corée et, plus tard dans l'année, davantage de fonds ont été transférés à la sécurité nationale. Une nouvelle inflation était attendue en 1952 et la Réserve fédérale a mis en place une politique monétaire restrictive.

## Causes
L'inflation attendue ne s'est jamais produite, mais la politique a quand même été mise en œuvre. Pendant cette période, le Trésor a également allongé la durée de la dette nationale et a poursuivi des politiques de taux d'intérêt flexibles. Parallèlement à ces politiques, le Trésor a également commencé à rembourser la dette, ce qui n'a fait qu'augmenter davantage les taux d'intérêt et a ensuite émis une obligation à faible pourcentage. La Réserve fédérale a reconnu l'augmentation des taux d'intérêt et a décidé d'autoriser la mise à disposition de réserves plus importantes. Cela a fonctionné, mais les taux d'intérêt se sont effondrés, plongeant les États-Unis dans une récession de la production et de l'emploi due à la demande. Le PIB a diminué en raison des dépenses et des investissements du gouvernement. 